# صورة متعددة الأطياف
الصورة متعددة الأطياف هي التي تلتقط بيانات الصورة وفق ترددات معينة عبر الطيف الكهرومغناطيسي. ويمكن فصل الأطوال الموجية بواسطة الفلاتر أو عن طريق استخدام الأدوات التي تُعتبر حساسة لأطوال موجية معينة، وتشمل الضوء الناتج عن ترددات خارج نطاق الضوء المرئي، مثل الأشعة تحت الحمراء. يُمكن أن يُتيح التصوير الطيفي استخراج معلومات إضافية لا يُمكن رؤيتها من خلال مستقبلات العين البشرية لـ لـالأحمر، والأخضر، والأزرق. وقد تم تطويرها خصيصًا للتصوير الفضائي.
الصور متعددة الأطياف هي الفئة الرئيسية للصور الملتقطة عن طريق الاستشعار عن بعد (RS) مقياس الإشعاع. وبتقسيم الطيف إلى نطاقات متعددة يصبح التصوير متعدد الأطياف نقيضًا للتصوير البانكروماتي الذي يُسجل فقط حدة الإشعاع الساقط على كل بكسل. تحتوي الأقمار الاصطناعية عادةً على ثلاثة مقاييس إشعاعأو أكثر (القمر الاصطناعي(لاندسات يحتوي على سبعة). ويتطلب كل واحد منها صورةً رقميةً واحدة (في الاستشعار عن بعد، يُسمى 'مشهد') في مجموعة صغيرة من الأطياف المرئية، تتراوح بين 0.7 ميكرومتر و 0.4 ميكرومتر، تُسمى أحمر-أخضر-أزرق (RGB)، والتحول إلى موجات الأشعة تحت الحمراء من 0.7 ميكرومتر إلى 10 ميكرومترات أو أكثر، وتصنف كأشعة تحت حمراء قصيرة (NIR)، وأشعة تحت حمراء متوسطة (MIR) وأشعة تحت حمراء بعيدة (الأشعة تحت الحمراء البعيدة أو الحرارية). في حالة القمر لاندسات، تشكل المشاهد السبعة صورةً متعددة الأطياف بسبعة مجموعات. قد يطلق على التصوير الطيفي بمجموعات أكثر عددًا تعمل على زيادة دقة الطيف أو توسع التغطية الطيفية اسم فائقة الطيفية أو متسعة الطيفية.
وساعدت هذه التكنولوجيا في تفسير البرديات القديمة، كالتي وُجدت في هيركولانيوم، عن طريق تصوير الأجزاء في نطاق الأشعة تحت الحمراء (1000 ميكرومتر). وغالبًا ما يظهر النص الموجود بالوثائق للعين المجردة كحبر أسود على ورق أسود. في النطاق الذي يبلغ 1000 ميكرومتر، يجعل الاختلاف الذي يعكسه الضوء النص قابلاً للقراءة بشكل واضح. وتم أيضًا استخدامه في تصوير مؤلفات لآرخميدس عن طريق تصوير أوراق المخطوطة في عرض نطاق ترددي من 365-870 نانومترًا وبعد ذلك استخدام طرق معالجة رقمية حديثة للصورة لإظهار النص المطمور لأعمال آرخميدس.
وتحدد إتاحة أطوال الموجات للاستشعار والتصوير عن طريق إطار الأشعة تحت الحمراء والإطار الضوئي.

## المجموعات الطيفية
أطوال الموجات تقريبية والقيمة الحقيقية تعتمد على أداة قمر اصطناعي معينة:
- الأزرق، 450-515..520 نانومترًا ويستخدم في تصوير مياه الغلاف الجوي والمياه العميقة، وقد يصل إلى عمق 150 قدم (50 م) في المياه الصافية.
- الأخضر 515..520-590..600 نانومتر ويستخدم في تصوير النباتات وتركيبات المياه العميقة، وقد يصل إلى 90 قدم (30 م) في المياه الصافية.
- الأحمر 600..630-680..690 نانومترًا ويستخدم في تصوير أشياء من صنع الإنسان، ويصل في الماء إلى عمق 30 قدم (9 م)، والتربة، والنباتات.
- الأشعة فوق الحمراء القصيرة، 750-900 نانومتر، وتستخدم بشكل رئيسي في تصوير النباتات.
- الأشعة فوق الحمراء المتوسطة 1550-1750 نانومترًا وتستخدم في تصوير النباتات، ومحتويات التربة الرطبة، وبعض حرائق الغابات.
- الأشعة فوق الحمراء المتوسطة 2080-2350 نانومترًا وتستخدم في تصوير التربة، والرطوبة، والخصائص الجيولوجية، والسيليكا، والطين، والحرائق.
- الأشعة تحت الحمراء الحرارية 10400-12500 نانومتر، وتستخدم الإشعاع المنبعث بدلاً من المنعكس لتصوير الهياكل الجيولوجية، والاختلافات الحرارية في تيارات المياه، والحرائق، والدراسات الليلية.
- يُعتبر الرادار والتكنولوجيا المتعلقة به من الأشياء المفيدة في رسم تضاريس الخرائط لتحديد الكائنات المختلفة.

## استخدام المجموعة الطيفية
يمكن استخدام المجموعات الطيفية لأغراض مختلفة وتركيبات متعددة. وتتمثل عادةً مع قنوات الأحمر، والأخضر، والأزرق. يعتمد تنظيم المجموعات للألوان على الغرض الذي من أجله يتم التصوير والتفضيلات الشخصية للمحللين. في كثير من الأحيان تُستثنى الأشعة فوق الحمراء الحرارية بسبب ضعف دقة الحيز فيما عدا استخدامها لأغراض خاصة.
- ويستخدم اللون الحقيقي قنوات الأحمر، والأخضر، والأزرق فقط، المعينة لألوان كل منها. وبالنسبة لصورة لون عادية، فإنها جيدة لتحليل الأجسام الاصطناعية، كما أنه يسهل فهمها على المحللين المبتدئين.
- تستخدم الأشعة تحت الحمراء أخضر-أحمر، حيث تحل الأشعة تحت الحمراء القصيرة محل قناة الأخضر، في تصوير النباتات، التي تكون ذات انعكاس عالٍ بالنسبة للأشعة تحت الحمراء القصيرة، حيث تظهر كلون أزرق. ويُستخدم هذا التركيب لتحديد النباتات والتمويه.
- الأشعة فوق الحمراء المتوسطة-القريبة الزرقاء، حيث تستخدم قناة الأزرق لونًا أزرق مرئيًا، ويستخدم الأخضر الأشعة فوق الحمراء القريبة (لكي تظل النباتات خضراء)، وتظهر الأشعة فوق الحمراء كاللون الأحمر. تتيح هذه الصور رؤية عمق الماء، والغطاء النباتي، ومحتويات التربة الرطبة، وحجم الحرائق، وكل ذلك في صورة واحدة.

تركيبات أخرى قيد الاستخدام. تظهر الأشعة فوق الحمراء غالبًا كلون أحمر، حيث تجعل المناطق المغطاة بالنباتات تظهر باللون الأحمر.

## برامج تحليل بيانات الطيف المتعدد
- برنامج MicroMSI المعتمد من قبل (NGA).
- برنامج أوبتيكس وهو تطبيق مفتوح المصدر للاستشعار عن بُعد.
- برنامج Multispec وهو برنامج مجاني لتحليل الطيف المتعدد.
- برنامج غيربيل وهو برنامج روائي مفتوح المصدر لتصوير الطيف المتعدد.